# سد پارسیان
سد و نیروگاه پارسیان در فاصله ۵۰ کیلومتری شهرستان ممسنی و ۱۲۰ کیلومتری شهر شیراز در استان فارس بر روی رودخانه فهلیان از سرشاخه‌های رودخانه زهره واقع شده است. این سد که از نوع سنگریزه‌ای با هسته رسی است، پس از ساخت با ارتفاع۱۴۰ متر دارای مخزنی به حجم ۶۲۵ میلیون متر مکعب و نیروگاهی به ظرفیت ۴۰ مگاوات خواهد بود.
طبق گفته مدیرعامل شرکت توسعه منابع آب و نیروی ایران عملیات اجرایی احداث راه‌های دسترسی به کارگاه پارسیان و تونل انحراف آن از مهر ۱۳۹۱ آغاز شده وبا پیشرفتی ۲۰ درصدی در دست اجراست. اعتبار لازم برای این عملیات بیش از ۴۱۰ میلیارد ریال است و با پایان یافتن این فاز، عملیات اجرایی ساخت بدنه سد و نیروگاه پارسیان آغاز خواهد شد. همچنین وی افزوده که شرکت راهسازی و عمران ایران به عنوان پیمانکار شرکت توسعه منابع آب و نیروی ایران اجرای این طرح را بر عهده گرفته و شرکت مهندسین مشاور لار نیز مشاور طرح است.

## مطالعات
مطالعات مرحله یک سد مخزنی سد و نیروگاه پارسیان بین سال‌های ۱۳۷۰ تا ۱۳۷۳ به وسیله دکتر ابراهیم شاه قاسمی آغاز شد و در اواسط سال ۱۳۸۶ به پایان رسید. گزارش عملکرد مطالعات آن در دو دوره به شرح زیر تهیه شده است.

### دوره ۱۳۷۵ تا ۱۳۸۲
طی ۴ سال اول این دوره فعالیت‌های مربوط به مطالعات طرح و خدمات جنبی آن انجام گرفته که در زیر آمده است. باتوجه به روند مطالعات می‌توان گفت که در ۳ سال بعد این دوره، به دلایلی و به نوعی طرح نیمه فعال بوده است. در این دوره کلیه مطالعات پایه و مباحثی از مطالعات تخصصی از جمله زمین‌شناسی مهندسی و ... به شرح جدول زیر انجام گرفته و در ۱۴ جلد به کارفرما ارائه شد. توضیح اینکه مطالعات زمین‌شناسی و زمین‌شناسی مهندسی بنا به دلایلی بدون حفاری‌های ژئوتکنیکی و با استفاده از یافته‌های صحرایی و قضاوت‌های کارشناس و داده‌ها طرح‌های مشابه انجام گرفته است.
| گزارشهای اصلی                | گزارشهای اصلی                                 | گزارشهای اصلی |
| ---------------------------- | --------------------------------------------- | ------------- |
| جلد اول                      | مطالعات هواشناسی                              | مهر ۱۳۷۶      |
| جلد دوم                      | مطالعات هیدرولوژی                             | خرداد ۱۳۷۷    |
| جلد سوم                      | مطالعات زمین‌شناسی و زمین‌شناسی مهندسی          | اسفند ۱۳۷۷    |
| جلد چهارم                    | مطالعات اجتماعی و اقتصاد کشاورزی و خسارت مخزن | خرداد ۱۳۷۷    |
| جلد پنجم                     | مطالعات نیازهای آبیاری                        | فروردین ۱۳۷۷  |
| جلد ششم                      | مطالعات کنترل شوری                            | آذر ۱۳۷۷      |
| جلد هفتم                     | مطالعات برنامه‌ریزی منابع آب                   | اسفند ۱۳۷۷    |
| جلد هشتم                     | مطالعات محیط‌زیست                              | شهریور ۱۳۷۸   |
| جلد نهم                      | مطالعات لرزه‌خیزی                              | آذر ۱۳۷۷      |
| جلد دهم                      | مطالعات راه‌های دسترسی                         | بهمن ۱۳۷۹     |
| جلد یازدهم                   | مطالعات خانه‌های مسکونی                        | اسفند ۱۳۷۷    |
| جلد دوازدهم                  | سامانه انحراف آب                              | آبان ۱۳۷۹     |
| گزارش‌های موردی               |                                               |               |
| گزارش سیمای طرح (چکیده)      | گزارش سیمای طرح (چکیده)                       | تیر ۱۳۷۹      |
| گزارش گزینه‌های مکانی محور سد | گزارش گزینه‌های مکانی محور سد                  | تیر ۱۳۸۰      |

### دوره ۱۳۸۲ تا ۱۳۸۶
طی این دوره مباحثی از مطالعات پایه و تخصصی بازنگری، به هنگام، و مباحثی نیز مجدداً مطالعه شد. ضمن آنکه مطالعات باقی‌مانده طرح از قبیل منابع قرضه، طراحی بدنه و سازه‌های هیدرولیکی و اقتصادی و ... نیز با داده‌های جدید مطالعات پایه و نتایج مطالعات ژئوتکنیک و ژئوفیزیک به انجام رسید. به این ترتیب می‌توان گفت که بیش از ۸۰ درصد مطالعات در این دوره انجام گرفته است. گزارش‌های تهیه و ارائه شده در این دوره در ۱۸ جلد به شرح جدول زیر می‌باشد.
| گزارش‌های اصلی                           | گزارش‌های اصلی                                 | گزارش‌های اصلی          |
| --------------------------------------- | --------------------------------------------- | ---------------------- |
| جلد اول                                 | مطالعات هواشناسی                              | بهمن ۱۳۸۴              |
| جلد دوم                                 | مطالعات هیدرولوژی                             | اسفند ۱۳۸۴             |
| جلد سوم                                 | مطالعات زمین‌شناسی و زمین‌شناسی مهندسی          | فروردین ۱۳۸۶           |
| جلد چهارم                               | مطالعات اجتماعی و اقتصاد کشاورزی و خسارت مخزن | اردیبهشت ۱۳۸۵          |
| جلد پنجم                                | مطالعات نیازهای آبیاری                        | اردیبهشت ۱۳۸۵          |
| جلد هفتم                                | مطالعات برنامه‌ریزی منابع آب                   | فروردین ۱۳۸۵           |
| جلد دهم                                 | مطالعات راه‌های دسترسی                         | خرداد ۱۳۸۵             |
| جلد یازدهم                              | مطالعات خانه‌های (کوی) مسکونی                  | اردیبهشت ۱۳۸۵          |
| جلد دوازدهم                             | مطالعات منابع قرضه (سابق) سامانه انحراف آب    | مرداد ۱۳۸۶             |
| جلد چهاردهم                             | مطالعات نیروگاه برقابی                        | مرداد ۱۳۸۵             |
| جلد پانزدهم                             | سازه‌های هیدرولیکی                             | مهر ۱۳۸۵ و مرداد ۱۳۸۶  |
| جلد شانزدهم                             | بدنه سد (برای دو گزینه دو قوسی و بتن غلطکلی)  | آبان ۱۳۸۵ و مرداد ۱۳۸۶ |
| جلد هفدهم                               | براورد هزینه‌های اجرایی طرح                    | مرداد ۱۳۸۶             |
| جلد هجدهم                               | مطالعات اقتصادی                               | آذر ۱۳۸۵ و شهریور ۱۳۸۶ |
| گزارشهای موردی                          |                                               |                        |
| گزارش میانکار سیمای طرح                 | گزارش میانکار سیمای طرح                       | آذر ۱۳۸۳               |
| گزارش میانکار سیمای طرح (چکیده و موردی) | گزارش میانکار سیمای طرح (چکیده و موردی)       | فروردین ۱۳۸۵           |
| گزارش سیمای طرح (چکیده و موردی)         | گزارش سیمای طرح (چکیده و موردی)               | آذر ۱۳۸۵               |
| گزارش سیمای طرح                         | گزارش سیمای طرح                               | آذر ۱۳۸۶               |
| توضیحات مربوط به نتایج بررسی گزارش‌ها    | توضیحات مربوط به نتایج بررسی گزارش‌ها          | اردیبهشت و آذر ۱۳۸۶    |

## اهداف اجرای طرح
- تنظیم و تخصیص ۱۶۰ میلیون مترمکعب برای بهبود کشاورزی (بهبود راندمان آبیاری و اصلاح الگوی کشت) در ۷۶۹۲ هکتار از اراضی فهلیان و مصیری؛
- تنظیم و تخصیص ۴۵ میلیون متر مکعب آب برای مصارف شرب و صنعت؛
- تنظیم حقابه زیست‌محیطی؛ و
- تولید انرژی کل برقابی سالانه ۹۵/۶ گیگاوات ساعت شامل۵۲/۷ گیگاوات ساعت انرژی پیک با احداث نیروگاه به ظرفیت ۴۰ مگاوات.[۲]

## منافع حاصل از اجرای طرح

### منافع اقتصادی
- تولید ۹۶ گیگاوات ساعت انرژی در سال
- کنترل سیلاب  و تنظیم دبی رودخانه
- ذخیره‌سازی آب و استفاده بهینه آن برای کشاورزی و شرب و صنعت شهرستان نورآباد؛ و
- ایجاد شبکه آبیاری زهکشی در محدوده پائین دست طرح.[۲]

### فرهنگی و اجتماعی
- ایجاد امکانات رفاهی و تفریحی؛
- ایجاد زمینه لازم برای افزایش تولیدات کشاورزی و دامپروری و تأمین آب شرب و جلوگیر ی از مهاجرت؛ و
- ایجاد اشتغال، بهبود کشاورزی و دامپروری و افزایش درآمد مردم منطقه.[۲]

### توسعه منطقه‌ای
- ایجاد اشتغال برای افراد بومی در زمان اجرای طرح به طور  متوسط سالانه ۷۰۰ نفر؛
- حجم آب قابل استحصال ۳۰۷ میلیون متر مکعب؛
- افزایش زمین‌های زیر کشت آبی  تا ۷۶۹۲ هکتار؛ و
- تنوع شغلی (مشاغل جدید ایجاد شده در منطقه) مانند دامداری، پرورش آبزیان، و امکانات رفاهی-تفریحی.[۲]

### کارزار تامین اعتبار و شروع مجدد فعالیت سد پارسیان
برای تامین اعتبار و شروع مجدد فعالیت این سد کارزاری تشکیل شده است و کسانی که تمایل دارند کارزار را امضا کنند می توانند از طریق مرورگرها عنوان کارزار سد پارسیان ممسنی را جستجو و امضا کنند.